# Liste der Mitglieder des Provinziallandtags der Provinz Posen (11. Sitzungsperiode)
Diese Liste gibt einen Überblick über die Mitglieder des Provinziallandtags der preußischen Provinz Posen in der elften Sitzungsperiode 1856.
Landtagsmarschall war Freiherr Rudolf Hiller von Gärtringen, sein Stellvertreter war Ignatz von Skorzewski.
| Kurie                    | Wahlbezirk                                         | Abgeordneter                              | Beruf, Ort                                                | Anmerkung                                                                                 |
| ------------------------ | -------------------------------------------------- | ----------------------------------------- | --------------------------------------------------------- | ----------------------------------------------------------------------------------------- |
| Inhaber von Virilstimmen |                                                    | Fürst Maximilian Karl von Thurn und Taxis |                                                           | vertreten durch den Großherzoglich Strelitzschen Oberstallmeister Grafen Moltke auf Behle |
| Inhaber von Virilstimmen |                                                    | Fürst Boguslaw von Radziwill              |                                                           |                                                                                           |
| Inhaber von Virilstimmen |                                                    | Graf Athanasius von Raczynski             |                                                           |                                                                                           |
| Ritterschaft             | Kreis Adelnau                                      | Symphorian von Wegierski                  | Rittergutsbesitzer auf Wegry                              | (Landtagsteilnahme als Stellvertreter)                                                    |
| Ritterschaft             | Kreis Birnbaum                                     | Otto von Reiche                           | Rittergutsbesitzer auf Roßbitek                           |                                                                                           |
| Ritterschaft             | Kreis Meseritz und Kreis Bomst                     | Freiherr Rudolf Hiller von Gärtringen     | auf Betsche                                               |                                                                                           |
| Ritterschaft             | Kreis Fraustadt                                    | Otto von Waldow                           | Rittergutsbesitzer auf Nieder-Röhrsdorf                   |                                                                                           |
| Ritterschaft             | Kreis Kosten                                       | Graf Marcell von Zoltowski                | Königlicher Kammerherr und Rittergutsbesitzer auf Czacz   | (nahm als Stellvertreter am Landtag teil)                                                 |
| Ritterschaft             | Kreis Kröben                                       | Ignatz von Szczaniecki                    | Rittergutsbesitzer und Landschaftsrat auf Laszczyn        | (nahm als Stellvertreter am Landtag teil)                                                 |
| Ritterschaft             | Kreis Krotoschin                                   | Heinrich Buttel                           | Rittergutsbesitzer auf Wykow                              |                                                                                           |
| Ritterschaft             | Kreis Pleschen                                     | Julian von Taczanowski                    | Rittergutsbesitzer auf Kuczkow                            | (nahm als Stellvertreter am Landtag teil)                                                 |
| Ritterschaft             | Kreis Posen                                        | Heinrich von Treskow                      | Rittergutsbesitzer auf Radojewo                           |                                                                                           |
| Ritterschaft             | Kreis Samter                                       | Adolf Graf Bninski                        | Rittergutsbesitzer und Landschaftsrat auf Smachowo        |                                                                                           |
| Ritterschaft             | Kreis Schildberg                                   | Nicodem von Pfarski                       | Rittergutsbesitzer auf Kuznica stara                      |                                                                                           |
| Ritterschaft             | Kreis Schrimm                                      | Stanislaus von Chlapowski                 | Rittergutsbesitzer auf Gozdzichowo                        |                                                                                           |
| Ritterschaft             | Kreis Wreschen                                     | Stanislaus von Laszezynski                | Rittergutsbesitzer auf Grabowo                            |                                                                                           |
| Ritterschaft             | Kreis Schroda                                      | Ignatz von Storzewski                     | Rittergutsbesitzer auf Rekla                              | stellvertretender Landtagsmarschall                                                       |
| Ritterschaft             | Kreis Bromberg und Kreis Mogilno                   | Ludwig von Tschepe                        | Rittergutsbesitzer auf Bronievice                         |                                                                                           |
| Ritterschaft             | Kreis Czarnikau und Kreis Chodziesen               | Otto von Königsmarck                      | Rittergutsbesitzer auf Oelsnitz                           |                                                                                           |
| Ritterschaft             | Kreis Gnesen                                       | Theodor von Kaczkowski                    | Rittergutsbesitzer auf Mierzewo                           |                                                                                           |
| Ritterschaft             | Kreis Inowraclaw                                   | Richard von Roy                           | Rittergutsbesitzer auf Wierzbiczany                       |                                                                                           |
| Ritterschaft             | Kreis Schubin                                      | Ignatz von Moszezenski                    | Rittergutsbesitzer auf Wiatrowo                           |                                                                                           |
| Ritterschaft             | Kreis Wirsitz                                      | Theodor von Bethmann-Hollweg              | Rittergutsbesitzer auf Runowo                             |                                                                                           |
| Ritterschaft             | Kreis Wongrowiec                                   | Joseph von Ulatowski                      | Rittergutsbesitzer und Generallandschaftsrat auf Moratowo |                                                                                           |
| Städte                   | Stadt Posen                                        | Ludwig Dähne                              | Stadtrat und Medizinalassessor in Posen                   |                                                                                           |
| Städte                   | Stadt Posen                                        | Wilhelm von Treskow                       | Stadtrat und Major a. D. in Posen                         |                                                                                           |
| Städte                   | Stadt Fraustadt                                    | Johann August Cleemann                    | Kaufmann                                                  |                                                                                           |
| Städte                   | Stadt Lissa                                        | George Plate                              | Apotheker in Lissa                                        |                                                                                           |
| Städte                   | Stadt Meseritz                                     | Moritz Adolph Heinrich Brown              | Bürgermeister in Meseritz                                 |                                                                                           |
| Städte                   | Stadt Rawicz                                       | Wilhelm Hausleutner                       | Partikulär in Rawicz                                      |                                                                                           |
| Städte                   | Stadt Bromberg                                     | Wilhelm Peterson                          | Stadtrat in Bromberg                                      |                                                                                           |
| Städte                   | Stadt Gnesen                                       | Ignatz von Grotkowski                     | Königlicher Hofrat und Kanzleidirektor in Gnesen          |                                                                                           |
| Städte                   | der Kreise Obornik, Samter, Buk, und Posen         | August Drewitz                            | Kämmerer in Rogasen                                       |                                                                                           |
| Städte                   | der Kreise Pleschen, Schroda, Schrimm und Wreschen | Heinrich Walleiker                        | Rechtsanwalt in Schrimm                                   |                                                                                           |
| Städte                   | der Kreise Krotoschin, Adelnau, und Schildberg     | Carl Tiesler                              | Kaufmann in Krotoschin                                    |                                                                                           |
| Städte                   | der Kreise Fraustadt, Kosten und Kröben            | August Hoffmann                           | Destillateur in Schlichtingsheim                          |                                                                                           |
| Städte                   | der Kreise Birnbaum, Bomst, und Meseritz           | Johann Gottlieb Fritz                     | Bürgermeister in Zirke                                    |                                                                                           |
| Städte                   | der Kreise Bromberg, Schubin, und Wirsitz          | Karl Wilhelm Ferdinand Orland             | Apotheker in Polnisch-Crone                               |                                                                                           |
| Städte                   | der Kreise Czarnikau, Chodziesen und Wongrowiec    | Friedrich Ludwig Matzky                   | Bürgermeister in Schönlanke                               |                                                                                           |
| Städte                   | der Kreise Gnesen, Inowractaw und Mogilno          | Karl Urban                                | Stadtkämmerer in Inowractaw                               |                                                                                           |
| Landgemeinden            | der Kreise Adelnau, Krotoschin, und Schildberg     | Daniel Smolary                            | Mühlenbesitzer in Rogowo                                  | (nahm als zweiter Stellvertreter am Landtag teil)                                         |
| Landgemeinden            | der Kreise Birnbaum, Bomst, und Meseritz           | Joseph Klinke                             | Lehnschulze in Wischen                                    |                                                                                           |
| Landgemeinden            | der Kreise Fraustadt, Kosten, und Kröben           | Christian Haupt                           | Bauerngutsbesitzer in Gurschen                            |                                                                                           |
| Landgemeinden            | der Kreise Buk, Obornik, Posen und Samter          | Gottfried Bruk                            | Eigentümer in Kuszlin                                     |                                                                                           |
| Landgemeinden            | der Kreise Schrimm, Schroda, Wreschen und Pleschen | Eduard Mollard                            | königlicher Oberlandesgerichtsrat auf Gora                |                                                                                           |
| Landgemeinden            | der Kreise Bromberg, Schubin, und Wirsitz          | Ludwig Quiram                             | Mühlenbesitzer in Rudker Mühle                            |                                                                                           |
| Landgemeinden            | der Kreise Czarnikau, Chodziesen und Wongrowiec    | Martin Krüger                             | Mühlenbesitzer in Dzwonowo                                |                                                                                           |
| Landgemeinden            | der Kreise Gnesen, Inowrazlaw und Mogilno          | Jakob Rakowicz                            | Wirt in Charbowo                                          |                                                                                           |